# Ontocetus emmonsi
Ontocetus emmonsi — викопний вид ластоногих ссавців родини моржевих (Odobenidae).
У 2024 році описано другий, нижньоплейстоценовий вид роду з північної Атлантики Ontocetus posti.

## Поширення
Вид виник у середині міоцену (13,6 млн років тому) та проіснував майже до кінця плейстоцену. Був поширений у Північній Атлантиці від Північного моря до східного узбережжя Північної Америки.

## Класифікація
Вид був описаний у 1859 році на основі бивня, що був знайдений у пліоценових відкладеннях формування Йорктаун у штаті Північна Кароліна. Спочатку вид був описаний як зубатий кит з родини кашалотових (Physeteridae). Згодом його ідентифікували як синонім кашалота роду Hoplocetus.
Водночас на іншому березі Атлантики — поблизу Антверпена у Бельгії та місті Саффолк, Англія знайдені рештки моржів. Рештки були віднесені до різних видів: Alachtherium cretsii, Trichechodon koninckii, Trichechodon huxleyi, Alachitherium antverpiensis, Alachitherium antwerpiensis, Prorosmarus alleni та Alachitherium africanum.
У 1990-х роках відбулась реабілітація роду та його переписання у межах родини Моржеві. А у 2008 році було зроблено ревізію пліоценових моржевих, згідно з якою види T. huxleyi, A. cretsii, A. antwerpiensis, A. antverpiensis, A. africanum та P. alleni оголошено молодшими синонімами Ontocetus emmonsi.